# Virginia Kellogg
Virginia Kellogg (* 3. Dezember 1907 in Los Angeles, Kalifornien; † 8. April 1981) war eine US-amerikanische Drehbuchautorin, die jeweils ein Mal für den Oscar für die beste Originalgeschichte und das beste Originaldrehbuch als auch für den Edgar Allan Poe Award für den besten Film nominiert war.

## Leben
Virginia Kellogg begann ihre Laufbahn als Drehbuchautorin in der Filmwirtschaft Hollywoods 1931 bei dem Filmdrama The Road to Reno von Richard Wallace mit Lilyan Tashman, Charles „Buddy“ Rogers und Peggy Shannon in den Hauptrollen.
Bei der Oscarverleihung 1950 wurde sie für den Oscar für die beste Originalgeschichte nominiert, und zwar für den Gangsterfilm Sprung in den Tod (Alternativtitel: Maschinenpistolen, White Heat, 1949) von Raoul Walsh mit James Cagney, Virginia Mayo und Edmond O’Brien. Zugleich erhielt sie zusammen mit Ivan Goff und Ben Roberts für diesen Film eine Nominierung für den Edgar Allan Poe Award für den besten Film.
Eine weitere Oscar-Nominierung bekam Virginia Kellogg, die insgesamt nur an der Erstellung von neun Filmen mitwirkte, bei der Oscarverleihung 1951: Diesmal wurde sie zusammen mit Bernard C. Schoenfeld für den Oscar für das beste Originaldrehbuch für das von John Cromwell inszenierte Filmdrama Frauengefängnis (Caged, 1950) mit Eleanor Parker, Agnes Moorehead und Hope Emerson nominiert.
Virginia Kellogg war zeitweise mit dem Filmregisseur Frank Lloyd verheiratet.

## Filmografie (Auswahl)
Drehbuch
- 1933: Mary Stevens, M. D.
- 1947: Geheimagent T (T-Men)
- 1949: Sprung in den Tod – Alternativtitel: Maschinenpistolen (White Heat)
- 1950: Frauengefängnis (Caged)

Literarische Vorlage
- 1956: Mit blanker Waffe (Screaming Eagles)